# Locomotiva DR E 19
Le locomotive E 19 della Deutsche Reichsbahn erano una piccola serie di locomotive elettriche progettate per il traino di convogli passeggeri ad alta velocità.

## Storia
Nel 1937 la Deutsche Reichsbahn ordinò una serie di locomotive elettriche destinate al traino di convogli passeggeri veloci sulla tratta da Berlino a Monaco di Baviera; le locomotive avrebbero dovuto avere alta velocità massima (180 km/h) ed elevata potenza, così da poter percorrere a 60 km/h le rampe della Frankenwaldbahn.
Complessivamente vennero costruite quattro unità, tutte consegnate nel 1938: la AEG realizzò la serie E 19.0 (E 19 01 e 02), la Henschel (con parte elettrica SSW) la serie E 19.1 (E 19 11 e 12). Entrambe le serie si basavano sulla struttura delle precedenti E 18.
Le quattro macchine vennero provate nel 1939-40 in vista di una produzione di grande serie, ma il prolungarsi della seconda guerra mondiale bloccò il progetto.
Al termine del conflitto, le E 19 pervennero alla Deutsche Bundesbahn, fondata nel 1949 nel territorio della RFT. Esse vennero assegnate al deposito locomotive di Norimberga e utilizzate per i treni verso Ratisbona e Probstzella, ma con velocità massima limitata a 140 km/h. Restarono comunque le macchine più potenti del parco DB fino all'arrivo delle moderne E 03.
Nel 1968, con l'introduzione del nuovo sistema di classificazione dei rotabili, le E 19 vennero riclassificate nel gruppo 119. Vennero ritirate dal servizio dal 1975 al 1978.